# SN 2004eg
SN 2004eg – supernowa typu II odkryta 1 września 2004 roku w galaktyce UGC 3053. W momencie odkrycia miała maksymalną jasność 19,50m.